# Faustino di Brescia
Faustino (in latino Faustinus; fl. IV secolo) fu vescovo di Brescia nel IV secolo.

## Biografia
Quasi nulle sono le notizie sulla sua vita. Il suo nome compare nella lista dei vescovi bresciani contenuta nel discorso che il vescovo Ramperto tenne nell'838 in occasione della traslazione delle spoglie del suo predecessore san Filastrio dalla chiesa di Sant'Andrea alla cattedrale. In questa lista Faustino compare al 6º posto, tra Ursicino, documentato al concilio di Sardica del 343/344, e Filastrio, che sottoscrisse gli atti del concilio di Aquileia del 381. Il suo episcopato si colloca perciò fra queste due date, attorno alla metà del IV secolo.
Secondo tradizioni successive, sarebbe stato un discendente dei santi e martiri Faustino e Giovita dei quali ne scrisse gli atti. A Faustino di Brescia sono attribuite alcune opere, pubblicate nella Patrologia Latina di Jacques Paul Migne, la cui paternità è tuttavia contestata.
È festeggiato il 16 febbraio, e a questa data è ricordato nel Martirologio Romano di Cesare Baronio; la nuova edizione del Martirologio, riformata a norma dei decreti del concilio Vaticano II, omette il suo nome.

## Opere
- De Trinitate sive de Fide contra Arianos. Ad Gallam Placidiam
- In Codicem Canonum et Constitutorum Eccleasiae Romanae Recepta
- Vita Operaque de Faustino